# Power Macintosh 6300
A Power Macintosh 6300 számítógépet az Apple gyártotta és forgalmazta 1996. június 27. és 1997. július 1. között. A Power Macintosh 6300 a Power Macintosh számítógép-családba tartozott. A Power Macintosht szokás Power Mac-ként vagy PM-ként említeni szóban és írásban, az Apple hivatalosan az első G4-es Power Macnél használta a Power Mac megnevezést.
A Power Macintosh 6300/160 (fejlesztői kódneve Crusader – keresztes lovagok) – amelyet Performa 6360 néven is árultak – megtartotta a PM 6200-nál használt asztali házat. Ellenben a PM 6200-zal, ezt a Power Macintosh a PM 5400-zal bemutatott új, Alchemy kódnéven fejlesztett alaplappal gyártották.  Az alaplap adatbusza 64 bites volt, a gép 64 bites DIMM RAM-ot használt, PCI bővítőhelyet kínált a korábbi gépek NuBus slotok helyett. Két soros GeoPort mellett Comm Slot II-vel rendelkezett.

## Power Macintosh 6300 modellek
Ahogy a legtöbb Power Macintoshnak, úgy a PM 6300-nak is készült Performa névvel jelzett kiadása. A Performa jelzést és számozást olyan gépek kapták, amelyek felszereltségben – nagyobb merevlemez, szoftver-csomag, plusz kijelző... – tértek el az alapmodelltől. A Performák elnevezésében az Apple nem volt következetes, például a Performa 6300CD nem a PM 6300-as változata, hanem a PM 6200-ra épülő Performák egyike.
- 1996. október 17. Power Macintosh 6300/160, csak Európában és Ázsiában forgalmazták
- 1996. október 17. Performa 6360, a hardver megegyezett a Power Macintosh 6300/160-nal. A géphez szoftvercsomag járt – Adobe PhotoDeluxe, Edmark Thinkin' Things Collection 2, Broderbund The Amazing Writing Machine, SurfWatch szülői felügyeleti szoftver, clip art és elektronikus szótárak –, csak Észak- és Dél-Amerikában értékesítik.

## Technikai leírás
A fekvő házas gép súlya 8,6 kg, magassága 109 mm, szélessége 320 mm és mélysége 419 mm volt. A számítógépet 120 MHz-es PowerPC 603e processzor vezérelte (L1 cache: 32kB, L2 cache: 256k), a rendszerbusz 40 MHz-en működött. Az adatokat a 1,2 GB IDE belső merevlemezre lehetett elmenteni. Külső adattárolási lehetőséget az 1,44 MB kapacitású hajlékonylemez meghajtó és 4x CD-ROM kínált. A gépet System 7.5.1 operációs rendszerrel szállították. A kettő memória helyre az alapkonfigurációban 16 MB (80 ns) memóriát ültettek, maximálisan 64 MB kezelésére volt képes a gép a gyári specifikáció szerint. A számítógépnek nem volt saját kijelzője. A videó-kimeneten át 640x480 képpont felbontású jelet adott ki. A kép megjelenítést 1 MB videó-memória támogatta. A gépnek nem volt Ethernet csatlakozása és nem volt beépített modeme. A gépnek a következő csatlakozói voltak: egy ADB, két soros, egy DB-25 SCSI-hoz, és egy mikrofon (Plain Talk). A gép bővíthetőségét szolgálta egy LC PDS bővítőhely. Külső SCSI eszköz (merevlemez) csatlakoztatására is volt lehetőség.

## Technikai adatok táblázatban
A táblázat nem tartalmazza az összes műszaki paramétert. Az egyes modelleknél a bemutatáskor érvényes adatokat soroljuk fel, a későbbi frissítéseket nem. Az adatok az Apple adatlapjáról származnak, a hiányzó adatok – egyes gépeknél a kivezetés időpontja, az összes kijelző adat, üzemóra adat... – az Everymac.com oldalról és a Mactracker alkalmazásból valók.
| Gép nevebemutatva kivezetveoperációs rendszer     | Méretmagasság szélesség mélység súly | Processzorprocesszor @órajel L1 és L2 cacherendszerbusz | Memóriaalap max. @sebességhely, típus          | Háttértármerevlemezkülső adathordozó | Kijelzőmérete felbontása (képpont)           | Grafikavideókártyamemória (max.) VRAM típus | Csatlakozók, bővíthetőségEthernetmodembelső bővítőhelyegyéb |
| ------------------------------------------------- | ------------------------------------ | ------------------------------------------------------- | ---------------------------------------------- | ------------------------------------ | -------------------------------------------- | ------------------------------------------- | ----------------------------------------------------------- |
| PM 63001996. júni. 27. 1997. júli. 1.System 7.5.1 | 109x320x419 mm 8,6 kg fekvő házas    | PowerPC 603e @120 MHz L1: 32kB L2:256kBusz: @40 MHz     | 16 MB max: 64 MB @80 nskettő hely, 72-pin SIMM | 1.2 GB (IDE)4x CD-ROM                | nincs kijelző.Videókimenet: 640x480 képpont. | nincs1 MB / 1 MB Integrált                  | –egy LC PDS, egy Comm, egy Video I/O, egy TV                |

## Power Macintosh számítógépek az időben
| A Power Macintosh számítógépek idővonalon |
| --- |
| |
| A színek kezdete a bemutató időpontja, a forgalmazás több esetben is hónapokkal később kezdődött. Megeshet, hogy egy csík végét kitakarja egy másik csík eleje. Előfordul, hogy a gyártás befejezését követően még egy ideig forgalomban marad a gép adott verziója. A 6100/66 géppel kezdődő sorok az asztali, fekvő Power Macintoshok, a 8100/80 géppel kezdődő sorok az álló Power Macintosok, a kis álló házat szürke csík jelöli. Az 5200/75 LC géppel kezdődő sorok a kijelzővel egybeépített Power Macintoshok. Az Apple adatlapokon nem szereplő adatok forrása az EveryMac. |

## Fordítás
Ez a szócikk részben vagy egészben  a   Power Macintosh 6200 című angol Wikipédia-szócikk ezen változatának fordításán alapul.  Az eredeti cikk szerkesztőit annak laptörténete sorolja fel. Ez a jelzés csupán a megfogalmazás eredetét és a szerzői jogokat jelzi, nem szolgál a cikkben szereplő információk forrásmegjelöléseként. Ez a szócikk mutatja be a PM 6300-t.